# Carl Gotthard Langhans

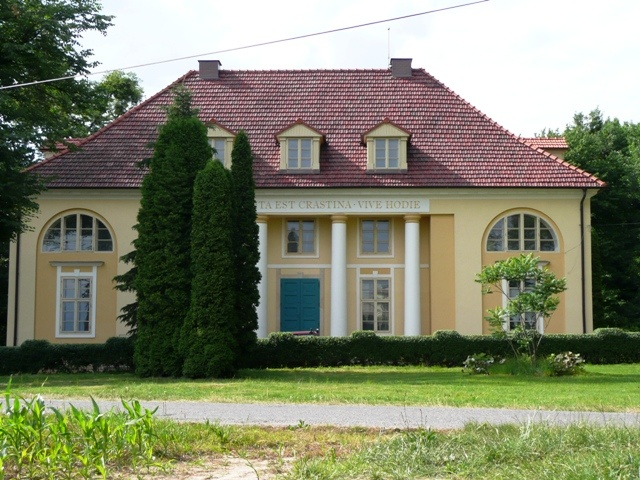
Książęca Bażantarnia

Carl Gotthard Langhans (Landeshut, 15 dicembre 1732 – Grüneiche, 1º ottobre 1808) è stato un architetto tedesco, i suoi progetti e le sue realizzazioni sono tra le prime costruzioni neoclassiche in Germania, la sua opera più nota è la Porta di Brandeburgo a Berlino.

## Biografia
Figlio di Gottfried Langhans († 1763), preside delle scuole luterane di Landeshut e Schweidnitz. Frequentò il liceo a Schweidnitz e dal 1753 al 1757 studiò giurisprudenza e matematica a Halle (Saale), durante gli studi si interessò, da autodidatta, all'architettura soprattutto tramite la lettura degli scritti di Vitruvio e delle opere di Johann Joachim Winckelmann. 
Dopo un breve periodo come istitutore presso una famiglia di Breslavia iniziò a dedicarsi all'architettura, la sua prima opera fu la chiesa luterana di Glogau "Schifflein Christi" progetto in cui si incrociano il tradizionale tardo barocco della Slesia e linee del primo classicismo.
Dal 1763 venne coinvolto nella ricostruzione di palazzo Hatzfeld a Breslavia. Il palazzo originario del principe von Hatzfeldt-Gleichen-Trachenberg era stato distrutto nel 1760 dall'artiglieria austriaca durante la guerra dei sette anni, l'incarico di progettare il nuovo palazzo venne assegnato all'architetto franco-austriaco Isidore Canevale, a Langhans venne commissionata la progettazione degli interni.
Dal 1767 iniziò anche a lavorare per alcuni membri della corte tra cui il fratello di Federico II di Prussia, Enrico di Prussia, per il quale decorò gli interni della sua residenza a Rheinsberg.
Nella seconda metà del 1768 il principe von Hatzfeldt inviò Langhans in viaggio in Boemia, Austria, Italia e Francia per studiare idee per le scalinate, gli arredi, la biblioteca e per procurare marmi e decori per il palazzo. Del viaggio rimane la corrispondenza inviata da Langhans al principe. A Vienna, grazie all'influenza di von Hatzfeld, gli venne dato accesso a diverse residenze signorili, rimase colpito dal lavoro di Johann Bernhard Fischer von Erlach e di Francesco Martinelli. Dopo un brevissimo soggiorno a Venezia, nel gennaio del 1769 arrivò a Roma passando da Bologna e Firenze, a febbraio giunse a Napoli con l'incarico, anche da parte dei fratelli di Federico II, di procurare le piante della reggia di Caserta. Durante il soggiorno a Napoli ebbe modo di incontrare Luigi Vanvitelli a cui mostrò, ottenendone l'approvazione, il suo progetto per gli interni del palazzo. Nel marzo del 1769 il viaggio venne interrotto, Langhans venne richiamato a Breslavia senza poter visitare la Francia.
Nel 1775 venne nominato da Federico II di Prussia direttore generale dell'edilizia dei dipartimenti di Breslavia e Glogau incarico che comprendeva anche la supervisione su strade e ponti. Prima di insediarsi intraprese un viaggio di aggiornamento in Inghilterra, Paesi Bassi, Belgio e Francia.
Al suo ritorno a Breslavia accetta la carica di Direttore delle costruzioni pubbliche della città. Da ciò si ebbe come conseguenza che numerose chiese, castelli e palazzi in Slesia furono costruiti secondo i suoi progetti.
Nel 1786 divenne re Federico Guglielmo II di Prussia che spostò la corte da Potsdam a Berlino dando un nuovo slancio alla vita culturale della città. Chiamò a Berlino i tre principali architetti della Prussia, Friedrich Wilhelm von Erdmannsdorff, Carl von Gontard e Carl Gotthard Langhans, nominò scultore di corte Johann Gottfried Schadow e diede nuovo slancio all'attività dell'Accademia delle arti di Prussia della quale Langhans fu membro del senato. 
Nel 1788 Langhans venne nominato direttore reale dell'edilizia, carica direttamente dipendente dal re, in questa funzione si occupò, tra l'altro, della ristrutturazione dell'opera di Berlino, dell'allestimento delle sale interne del Palazzo di Marmo di Potsdam, elegante capolavoro dell'arte classicistica, degli edifici nei giardini e della costruzione del Palais Lichtenau a Potsdam divenendo uno degli architetti più famosi dell'epoca.
Langhans fu anche cofondatore dell'Accademia Reale di Costruzione, ebbe diversi allievi e collaboratori tra i quali Friedrich Gilly, Karl Friedrich Schinkel e soprattutto suo figlio, Carl Ferdinand Langhans.
Tra gli altri edifici realizzati vi sono il teatro anatomico della scuola veterinaria di Berlino, la torre della Marienkirche e il Belvedere del castello di Charlottenburg, la sua opera più famosa rimane però la Porta di Brandeburgo, costruita tra il 1788 ed il 1791 prendendo ad esempio i Propilei dell'acropoli di Atene.
Dal 1792 al 1794 supervisionò la costruzione della strada per Potsdam della quale fa parte la Potsdamer Straße che parte da Potsdamer Platz.
Nonostante la numerosità delle sue opere, la loro varietà stilistica e l'influenza esercitata sullo stile delle costruzioni della Slesia, Langhans venne per lungo tempo quasi dimenticato. Questo in parte a causa della distruzione di molti dei suoi edifici durante la seconda guerra mondiale ed in parte dalle vicende politiche successive al conflitto che hanno causato un disinteresse per la storia dell'arte prussiana e del Brandeburgo. 
Della sua tomba a Breslavia non rimane traccia, nel 2017 venne apposta una targa sulla tomba del figlio presso i cimiteri "Friedhöfe vor dem Halleschen Tor" a Kreuzberg. Lo ricorda inoltre una targa presso l'edificio in Charlottenstraße 48 a Berlin-Mitte.
Nel 2007, in occasione del duecentesimo anniversario della sua morte, le poste tedesche hanno emesso un francobollo commemorativo.

## Opere e progetti
Di seguito l'elenco di alcuni dei progetti e delle opere di Langhans.

### Ancora esistenti
A Berlino:
- La porta di Brandeburgo

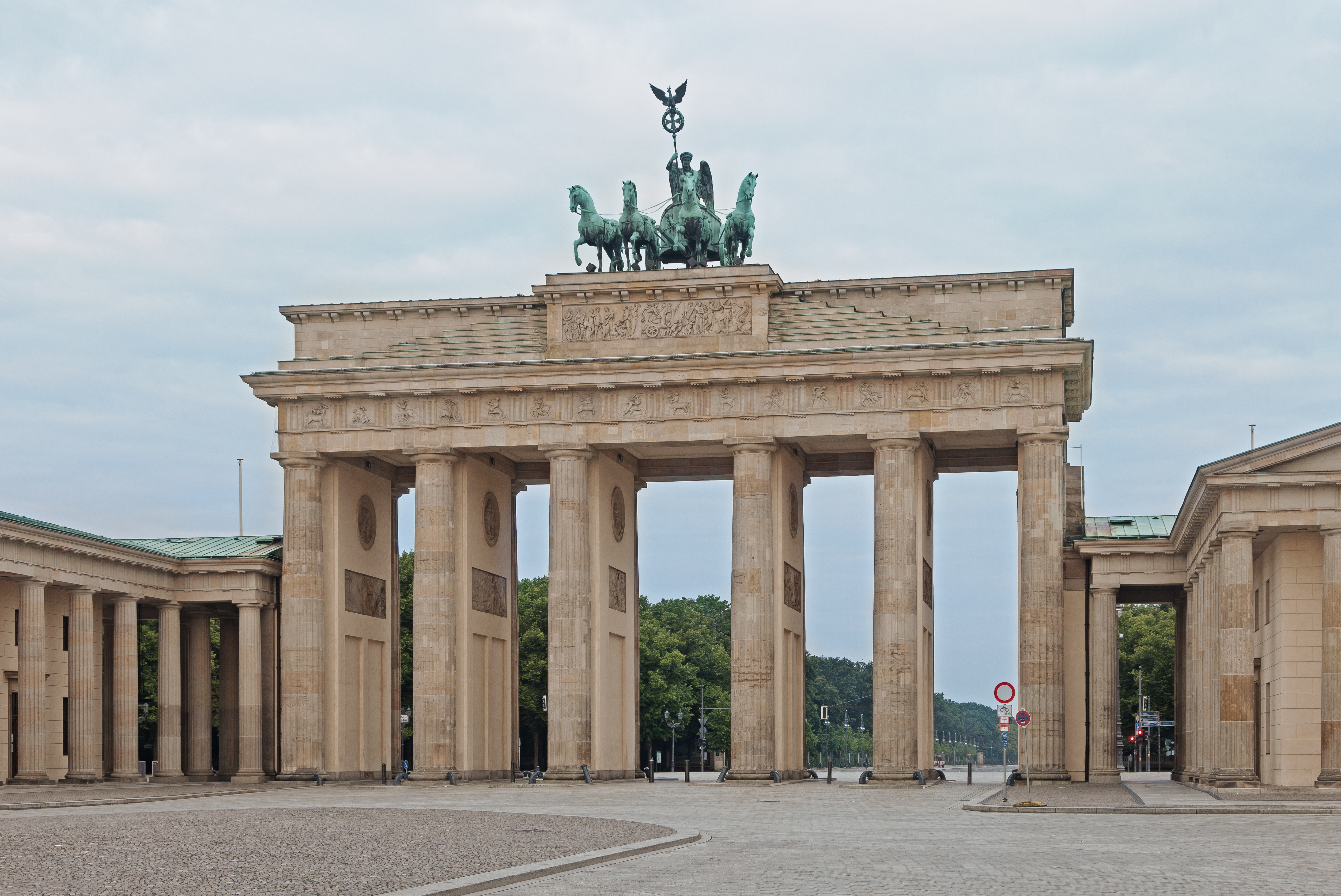
La porta di Brandeburgo

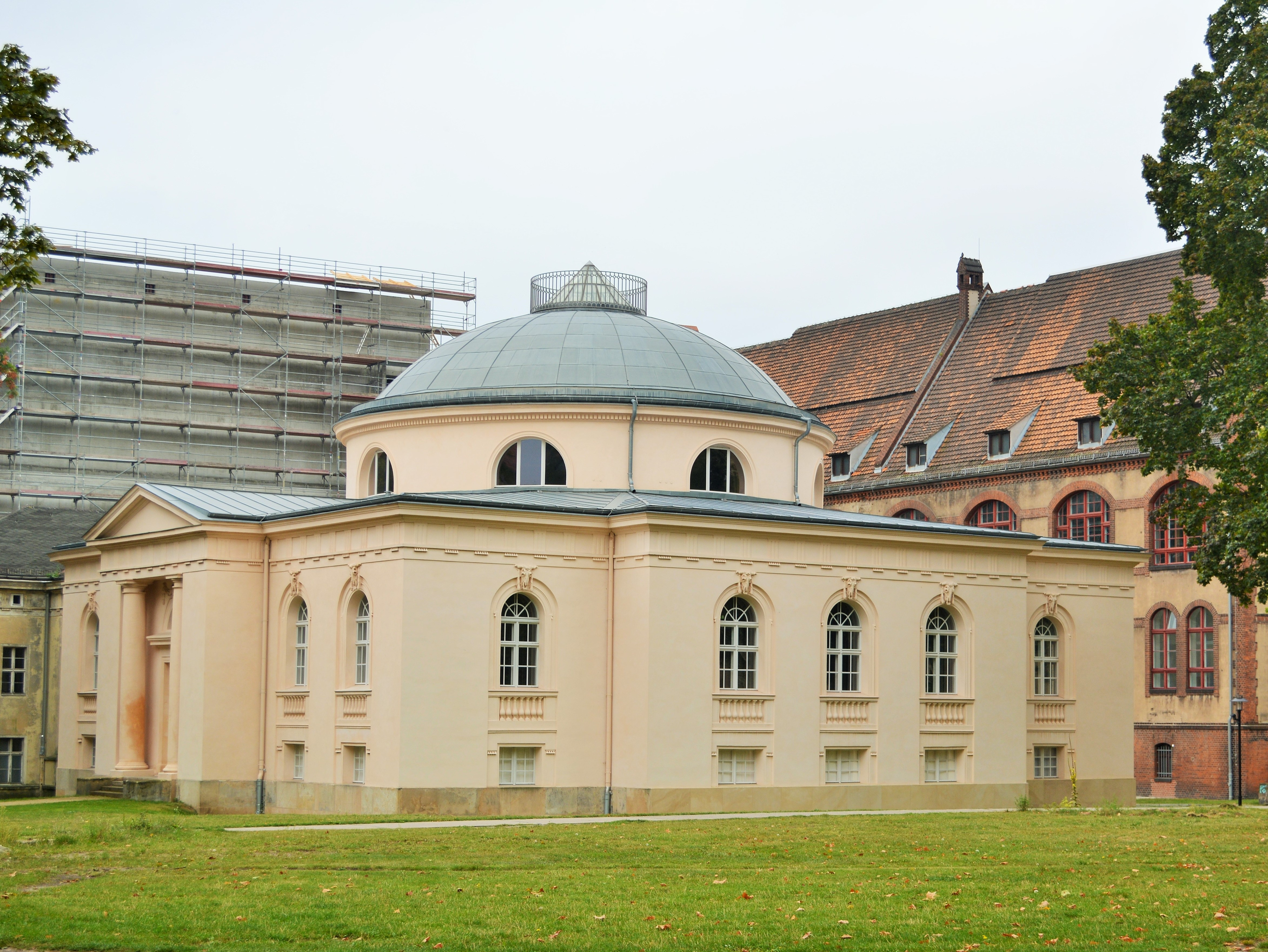
Il teatro anatomico

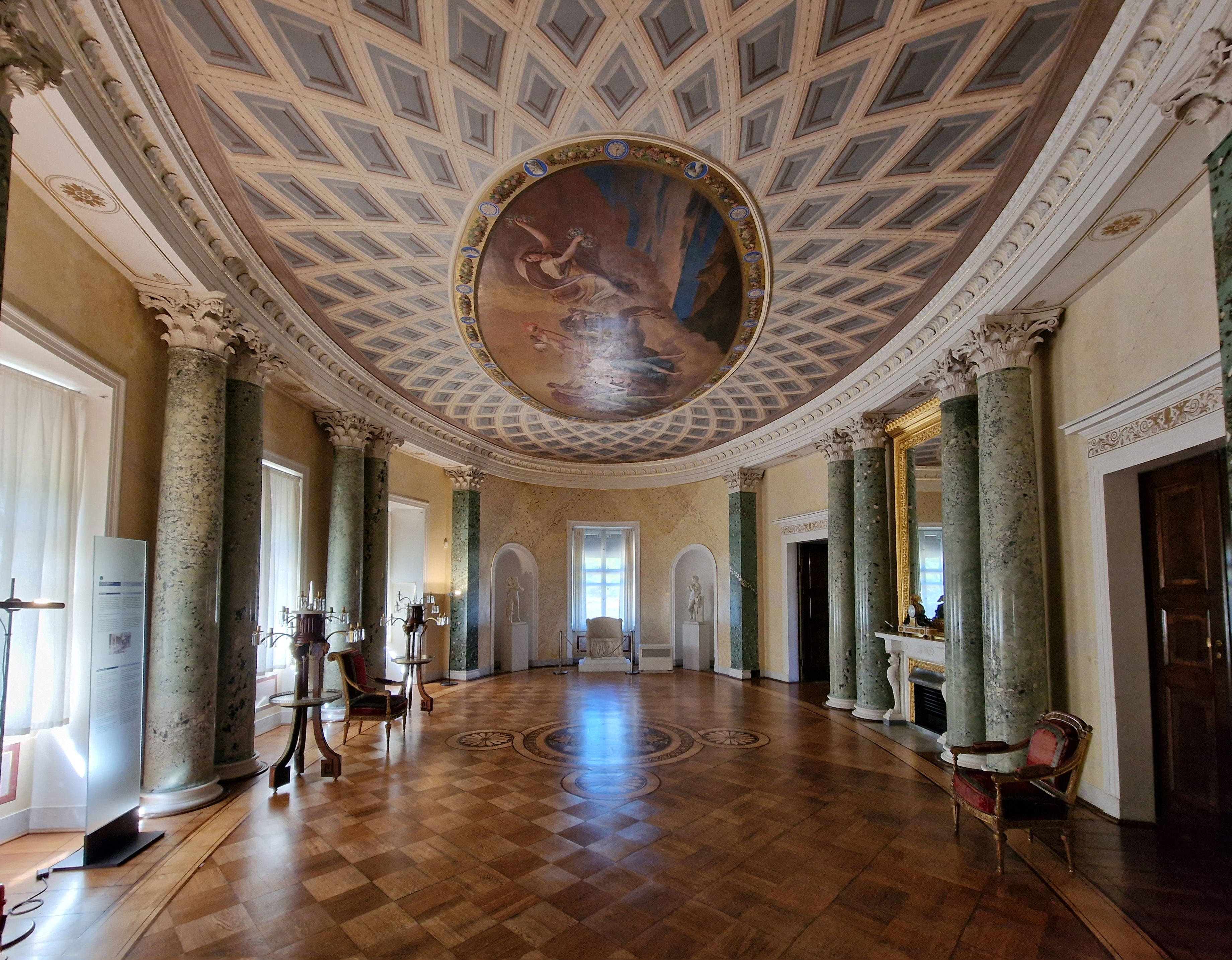
La sala ovale nel Palazzo di Marmo a Potsdam

- Il teatro anatomico della scuola veterinaria di Berlino
- Le Mohrenkolonnaden
- La sommità della torre campanaria della Marienkirche
- La sala ovale del Palazzo Bellevue
- Il Belvedere, il teatro e la Kleine Orangerie nel parco del castello di Charlottenburg

A Potsdam:
- Gli interni del Palazzo di Marmo a Potsdam (1789–1791)
- L'Orangerie, la Gotische Bibliothek, la piramide e l'obelisco nel Neuen Garten

Altro (in Germania):
- La scalinata interna e la sala delle conchiglie (Muschelsaal) del castello di Rheinsberg
- Il mausoleo delle famiglie von Lestwitz e von Itzenplitz a Kunersdorf (Märkisch-Oderland)
- Il castello di Neuhardenberg, diversi ambienti interni
- L'osservatorio di Halle
- Il castello di Kehnert

Diverse chiese evangeliche, castelli e residenze signorili in Slesia, nell'attuale Polonia 
- La chiesa luterana di Żeliszów
- La chiesa della Trinità di Rawicz
- La chiesa luterana di Wałbrzych
- La chiesa luterana di Syców
- Una cappella del coro della chiesa di San Giorgio a Dzierżoniów
- Il palazzo Mielżyński a Pawłowice
- Il palazzo Alberti a Wałbrzych
- Il castello di Brzeg Dolny
- Il castello Romberg a Samotwór, nel comune di Kąty Wrocławskie

### Non più esistenti
A Berlino:

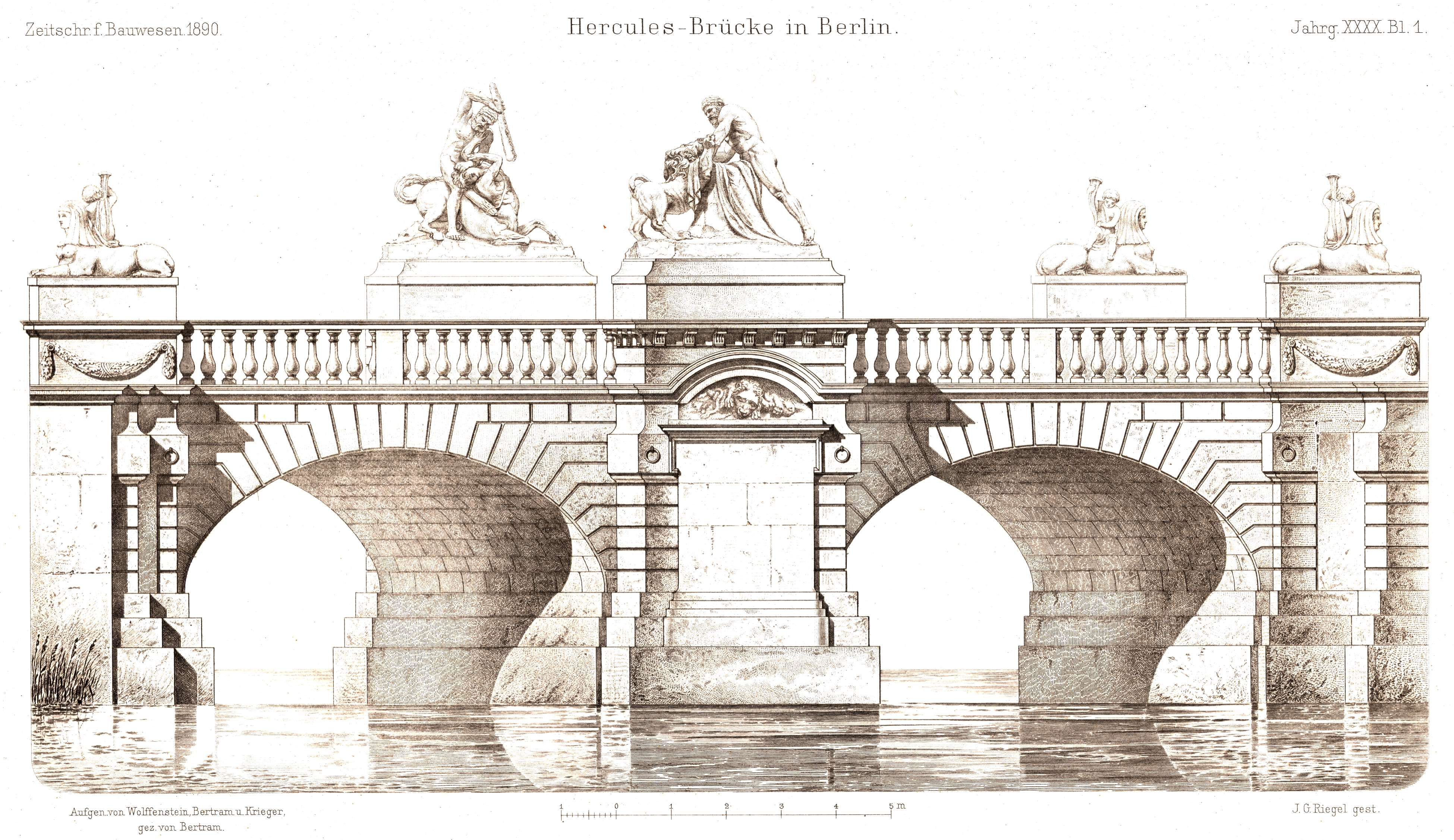
Disegno del ponte Herkulesbrücke

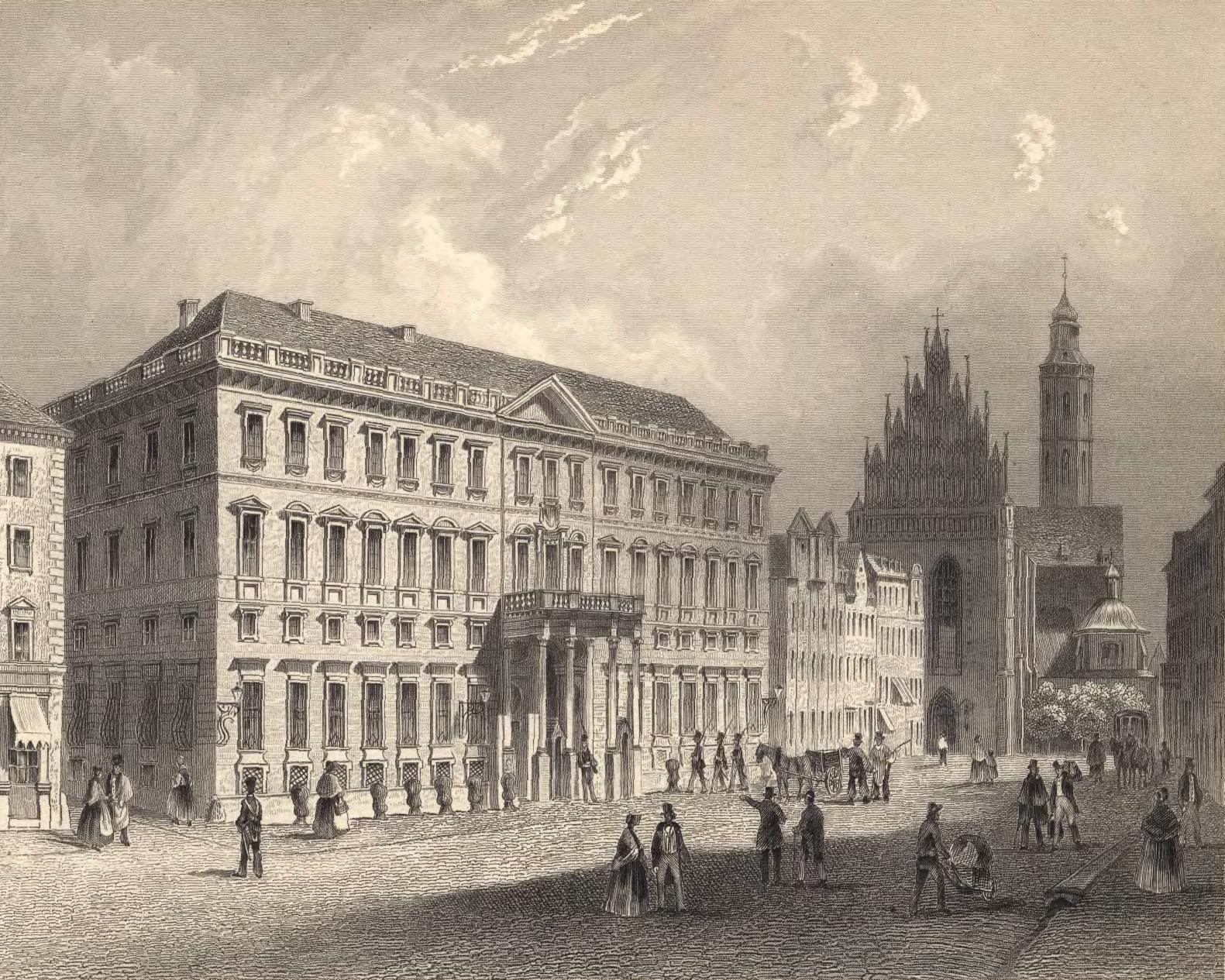
Palais Hatzfeld a Breslavia

- Il Nationaltheater auf dem Gendarmenmarkt, distrutto da un incendio nel 1817
- Il ponte Herkulesbrücke, smantellato quando venne eliminato il canale che attraversava
- Sale e interni del Niederländisches Palais a Unter den Linden (demolito e ricostruito dopo la seconda guerra mondiale)
- Le sale nel castello di Berlino, demolito dopo la seconda guerra mondiale
- Diverse residenze signorili a Berlino così come la sua casa nella Charlottenstraße

A Potsdam: 
- il teatro
- un hermitage e altre costruzioni nel Neuen Garten

A Breslavia e nell'attuale Polonia:
- Il Palais Hatzfeld, distrutto durante la seconda guerra mondiale
- Il monumento a Friedrich Bogislav von Tauentzien, rimosso e rimpiazzato con un monumento a Tadeusz Kościuszko
- Il Teatro Auf der kalten Asche, demolito e rimpiazzato in altra sede da un edificio progettato dal figlio Carl Ferdinand Langhans
- La sua residenza a Grüneiche
- La chiesa luterana di Glogau, gravemente danneggiata nella seconda guerra mondiale e demolita nel 1962
- Diverse residenze nobiliari, castelli e parchi in Slesia